# Jia Xueying
Jia Xueying (17 d'agost de 1978) és una esportista xinesa que va competir en judo, guanyadora d'una medalla d'or al Campionat Asiàtic de Judo de 2003 en la categoria oberta.

## Palmarès internacional
| Campionat Asiàtic | Campionat Asiàtic     | Campionat Asiàtic | Campionat Asiàtic |
| Any               | Lloc                  | Medalla           | Categoria         |
| ----------------- | --------------------- | ----------------- | ----------------- |
| 2003              | Jeju ( Corea del Sud) | 1                 | Oberta            |